# Henri III d'Avaugour
Henri III d'Avaugour est né en 1247 et mort le 21 novembre 1301. Il est le fils d'Alain II d'Avaugour et de Clémence de Beaufort, dame de Dinan. À la suite des spoliations dont son grand-père avait été victime et des dilapidations de son père, son patrimoine breton se trouvait réduit à la modeste baronnie d'Avaugour en Goëllo. Par contre, il fut à l'extérieur de la Bretagne baron de Mayenne et seigneur de L'Aigle.

## Un héritage contesté
À la mort, en 1281, de son grand-père Henri II d'Avaugour, Henri III dit Henriot refuse de donner l'hommage au duc Jean Ier de Bretagne pour les vestiges de l'héritage breton du défunt, c'est-à-dire les domaines du Goëlo et Quintin tant que le duc ne lui rétrocèdera pas les biens de sa mère vendus en 1264 avec ses biens propres, par son père à Pierre de Bretagne le fils cadet du duc. Cette transaction avait été attaquée par le vieil Henri devant le roi de France dès 1265 et un compromis avait été trouvé. Le duc Jean Ier gardait Dinan-Sud et le château de Léhon mais devait restituer Dinan-Nord et surtout l'hommage du par la seigneurie de Dinan-Sud à celle de Dinan-Nord. L'affaire est une nouvelle fois portée devant la cour royale et le 26 octobre 1267 le duc de Bretagne doit s'engager à rendre à « Henriot », à sa majorité, les biens de sa mère dans cette attente une rente de 300 livres devait être versée.    
Philippe III de France intervient de nouveau pour arbitrer le conflit. Pour récupérer sa partie de Dinan, Henri III doit rembourser les sommes versées pour l'acquisition et donner en garantie l'un de ses domaines. À la même époque Henri III doit concéder à son beau-frère Guy VII de Laval son fief de L'Aigle dont l'héritier était Guillaume de Laval fils cadet de Guy. Il doit également composer avec son oncle Geoffroy d'Avaugour (mort en 1303) qui réclamait L'Aigle comme sa part d'héritage paternel. En 1282 l'accord définitif est enfin conclu L'Aigle est cédée au duc de Bretagne sous la garantie des principaux vassaux d'Henri III, le sire de Quintin, le vicomte de Tonquédec et le sire de la Hunaudaye. Henri reçoit sa moitié de Dinan Léhon et 2 000 livres. Il doit de plus s'engager à renoncer à fortifier Châtelaudren la principale place du Goëlo. À la mort de Jean Ier de Bretagne, Henri III récupère enfin sa part de Dinan et sa terre de L'Aigle.

## Union et Postérité
En 1270 il épouse Marie de Brienne dite de Beaumont (et Ste-Suzanne), dame de Margon près Nogent-le-Rotrou et baronne de Laigle, morte le 13 mars 1329 et inhumée dans le couvent des Cordeliers de Guingamp qui lui donne une nombreuse progéniture :
- Henri IV d'Avaugour
- Jean d'Avaugour évêque de Saint Brieuc et Dol-de-Bretagne.
- Guillaume citée en 1332
- Agnès morte jeune en 1288
- Blanche épouse, avant mars 1312, Guillaume d'Harcourt seigneur de La Saussaye (+ 1327)  puis religieuse à Maubuisson.
- Marguerite épouse 1296 (cm) et 16 mars 1297 (cm articles additionnels) Guillaume V Paynel, baron de Hambye.
- Marie (+ avant 1340) épouse 1313 (cm), Jean Tesson seigneur de La Roche-Tesson en Cinglais (+ décapité aux Halles de Paris 3 avril 1344).
- Jeanne épouse, vers 1315, Jean II Crespin, baron de Dangu et de Thury.
- Clémence dame de Correc en 1343.
- Luce religieuse à Maubuisson
- Aliénor religieuse à Maubuisson

Il sera inhumé dans la nécropole du couvent des Cordeliers de Dinan.

## Sources
- Frédéric Morvan, La maison de Penthièvre (1212-1334) rivale des ducs de Bretagne M.S.H.A.B Tome LXXXI année 2003 p. 19-54.
- Frédéric Morvan, « Les règlements des conflits de succession dans la noblesse bretonne au XIIIe siècle », 2010, [lire en ligne], consulté le 8 octobre 2013.